# 蓮生寺 (横浜市)
蓮生寺（れんしょうじ）は、神奈川県横浜市緑区青砥町にある日蓮宗の寺院。山号は法性山。旧本山は身延山久遠寺、池上・神楽坂法縁。青砥大明神を祀る。

## 歴史
永禄2年（1559年）に明静院日領（天正3年（1575年）没）の開山で創建された。文禄元年（1593年）青砥村の地頭勝部尚正により中興され、法名より現在の寺号に改称した。

## 青砥大明神

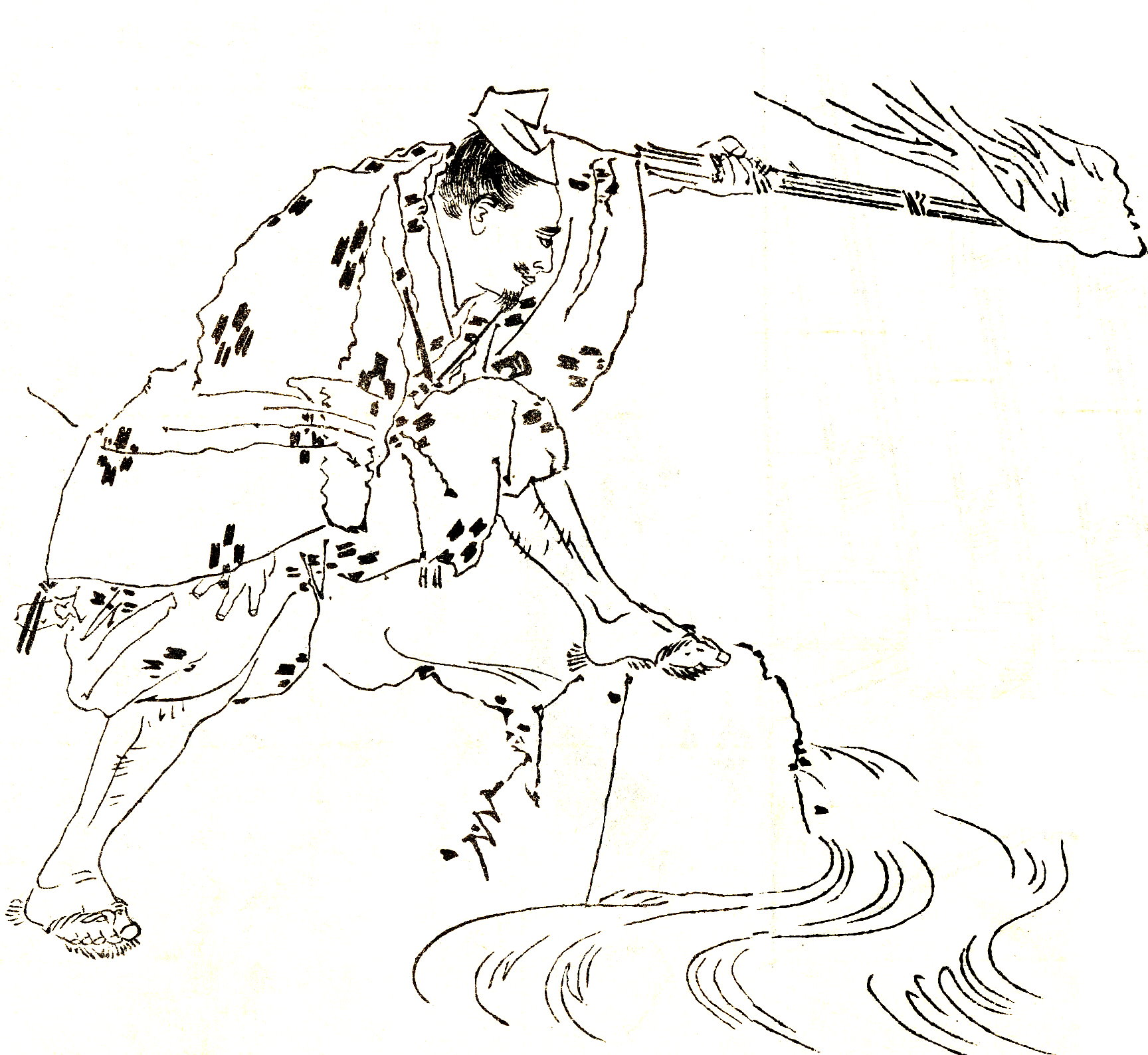
菊池容斎『前賢故実』より青砥藤綱

- 享保17年（1732年）に池上林昌寺（大田区）より日義を招いて建立したもので、青砥左衛門藤綱（鎌倉時代の領主で北条時頼に仕えた）を祀る。

## 参考資料
- 日蓮宗寺院大鑑編集委員会『宗祖第七百遠忌記念出版 日蓮宗寺院大鑑』大本山池上本門寺 (1981年)
- 「青砥村」『新編武蔵風土記稿』 巻ノ84都筑郡ノ4、内務省地理局、1884年6月。NDLJP:763987/44。